# Paracanthonchus elongatus
Paracanthonchus elongatus is een rondwormensoort uit de familie van de Cyatholaimidae. De wetenschappelijke naam van de soort is voor het eerst geldig gepubliceerd in 1906 door De Man.